# Baeotis expleta
Baeotis expleta är en fjärilsart som beskrevs av Hans Ferdinand Emil Julius Stichel 1910. Baeotis expleta ingår i släktet Baeotis och familjen Riodinidae. Inga underarter finns listade i Catalogue of Life.